# Принцеса Тайпін
Принцеса Тайпін (*665 — †2 серпня 713) — китайська політична діячка династії Тан, фактична володарка імперії у 710–712 роках.

## Життєпис

### Молоді роки
Походила з династії Тан. Донька імператора Гао-цзуна та У Цзетянь. Отримала гарну освіту. Проте у 670 році її мати планувала віддати її до даоського монастиря, втім імператор відмовився. У 681 році одружилася з двоюрідним братом Сюе Шао. Після смерті батька у 683 році фактичну владу захопила мати принцеси У Цзетянь. Незабаром принцеса Тайпін стає довіреною особою матері, допомагаючи тій боротися з ворогами, зберігаючи владу. У 688 році було придушено заколот проти імператриці У Цзетянь, в якому брав участь чоловік Тайпін Сюе Шао. Його було страчено. А у 690 році принцеса за наполяганням матері вступила в шлюб з іншим родичем імператриці Ву Юджі.
Під час офіційного володарювання матері у 690—705 роках Тайпін брала участь у численних змовах, метою яких було посилення власного становища. Жодного разу вона не виступила проти імператриці, підтримуючи її в усьому. Проте на старість імператриці, з послабленням її впливу, принцеса Тайпін підтримала заколотників, які зробили новим імператором її брата Чжун-цзуна. Під час його правління Тайпін деякий час марно конкурувала за вплив на імператора з його дружиною Вей. Тому у 710 році, коли Чжун-цзун помер, а Вей намагалася стати повною володаркою імперії, принцеса Тайпін разом із братом Лі Лунцзи (майбутнім імператором Сюань-цзуном) організувала заколот проти імператриці Вей.

### Панування
Після успішного скинення Вей новим імператором став ще один брат Тайпін — Жуй-цзун. З цього моменту фактичну владу перебрала на себе Тайпін. Її сини стали князями. Імператор наказував спочатку доповідати їй, а вже потім йому. У 711 році канцлер Яо Юанчжі намагався вмовити імператора заслати Тайпін до Лояна, проте безуспішно. Після цього був відправлений у відставку, а могутність Тайпін ще більше виросла.
У 712 році Жуй-цзун вирішив передати владу братові Лі Лунцзи (який отримав ім'я Сюань-цзун), проти чого виступала принцеса Тайпін. Зрештою брати поділили владу. Після цього почалося тривале протистояння. Зрештою Тайпін вирішила скинути Сюань-цзуна. Змову було розкрито, усіх заколотників схоплено й страчено. Імператор наказав принцесі Тайпін накласти на себе руки, що вона й зробила 2 серпня 713 року. Синів Тайпін також було страчено.

## Родина
1. Чоловік — Сюе Шао (д/н—688)
Діти:
- Сюе Чунцун
- Сюе Чунджан
- панна Ваньцюян (686–710)

2. Чоловік — Ву Юджі (д/н—712), князь Дін
- Ву Чунмін
- Ву Чунцін
- панна Юнхе